# Землетрясение в Марлборо
Землетрясение в Марлборо — сильное землетрясение магнитудой 7,5, произошедшее в 1:40 ночи 16 октября 1848 года в Марлборо, на Южном острове Новой Зеландии.
Подземные толчки, ощущавшиеся в Веллингтоне, длились около двух минут и послужили причиной множественных разрушений, в особенности кирпичных и каменных зданий и сооружений. Многие здания, пострадавшие во время землетрясения, были реконструированы с применением пиломатериалов, что позволило избежать серьёзного ущерба и сократить число возможных жертв во время более сильного землетрясения в Уаирарапа, произошедшего семь лет спустя, в 1855 году.

## Геологические условия

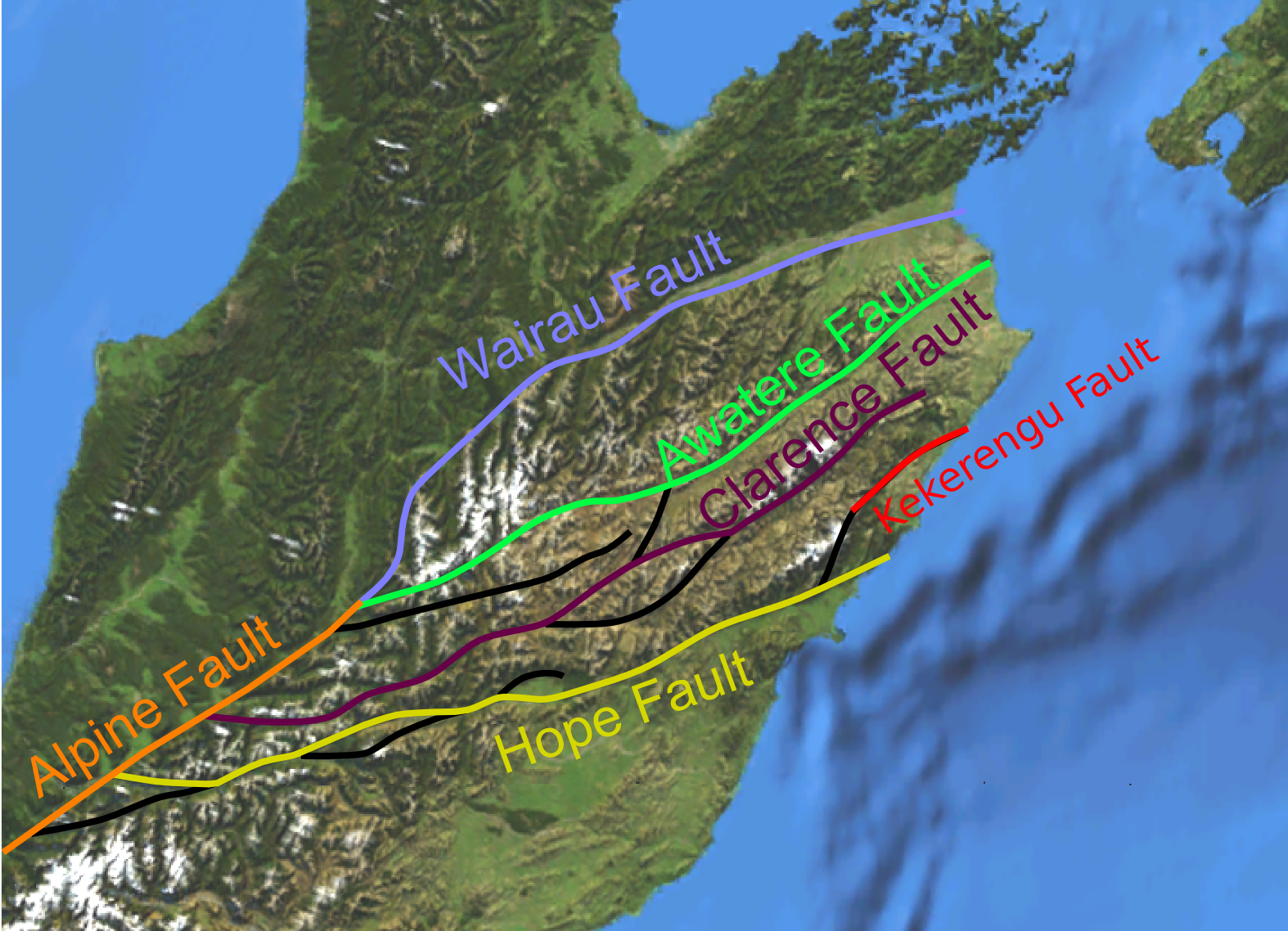
Карта системы разломов Марлборо, разлом Аватере обозначен зелёной линией

Новая Зеландия расположена на конвергентной границе Австралийской и Тихоокеанской тектонических плит (Зеландский микроконтинент). На Южном острове большая часть относительного смещения между этими плитами проходит вдоль правостороннего сдвигового геологического Альпийского разлома. На Северном острове смещение происходит в основном вдоль жёлоба Кермадек, который оканчивается системой разломов Северного острова. Группа правосторонних, в основном трансформных разломов, известная как система разломов Марлборо, находится на северной оконечности Южного острова. Эта система состоит из четырёх основных сдвиговых разломов, по которым передаётся практически всё смещение, связанное с границами расположенных здесь литосферных плит.
Землетрясение произошло в разломе Аватере, входящем в систему разломов Марлборо.

## Характеристика землетрясения
Землетрясение было связано с тектоническим сдвигом, протяжённостью минимум 105 километров, произошедшем в разломе Аватере. Произошло горизонтальное смещение горных пород, составившее около 6 метров. Кроме того, произошли небольшие вертикальные смещения разной величины. Выводы о предположительно небольшой глубине гипоцентра землетрясения были сделаны на основании большого количества афтершоков. Магнитуда землетрясения 7,5 была вычислена на основании измерений смещения горных пород.

## Ущерб
В Веллингтоне практически все кирпичные или каменные здания, в том числе дома, церкви, тюрьма и колониальный госпиталь, были повреждены. Большинство деревянных зданий не пострадали, несмотря на то, что они лишились своих кирпичных дымоходов. В Марлборо пострадало большое количество домовладений. Несколько зданий, повреждённых в результате первого сейсмического толчка, были разрушены в результате последовавших мощных афтершоков. Человеческие жертвы при землетрясении появились во время обрушения повреждённого здания в результате одного из афтершоков.